# George Glasgow
George Glasgow (Kearny, 26 settembre 1931 – Yardley, 28 ottobre 2013) è stato un cestista, calciatore e allenatore di calcio statunitense.

## Carriera
Glasgow frequentò la Fairleigh Dickinson University, giocando sia nella squadra di calcio, sia in quella pallacanestro. Proprio in quest'ultimo sport si dimostrò di eccellente valore (fu il primo giocatore della storia della Fairleigh Dickinson a realizzare 1.000 punti), al punto da essere selezionato al secondo giro del Draft NBA 1953, come 10ª scelta assoluta, dai Fort Wayne Zollner Pistons. Tuttavia non giocò mai in NBA, poiché decise di arruolarsi nell'esercito statunitense.
Terminata l'esperienza militare, Glasgow tornò alla Fairleigh Dickinson in qualità di allenatore della squadra di calcio, che guidò in due fasi: dal 1956 al 1969, oltre al biennio 1974-1976. Nel 1958 riuscì a centrare la qualificazione per il campionato della National Association of Intercollegiate Athletics, e in totale collezionò 7 presenze nella fase finale del torneo NCAA. Nel 1999 è stato inserito tra i membri del Fairleigh Dickinson University Hall of Fame.
È scomparso a 82 anni, colpito dalla malattia di Alzheimer.